# Muralhas de Lima

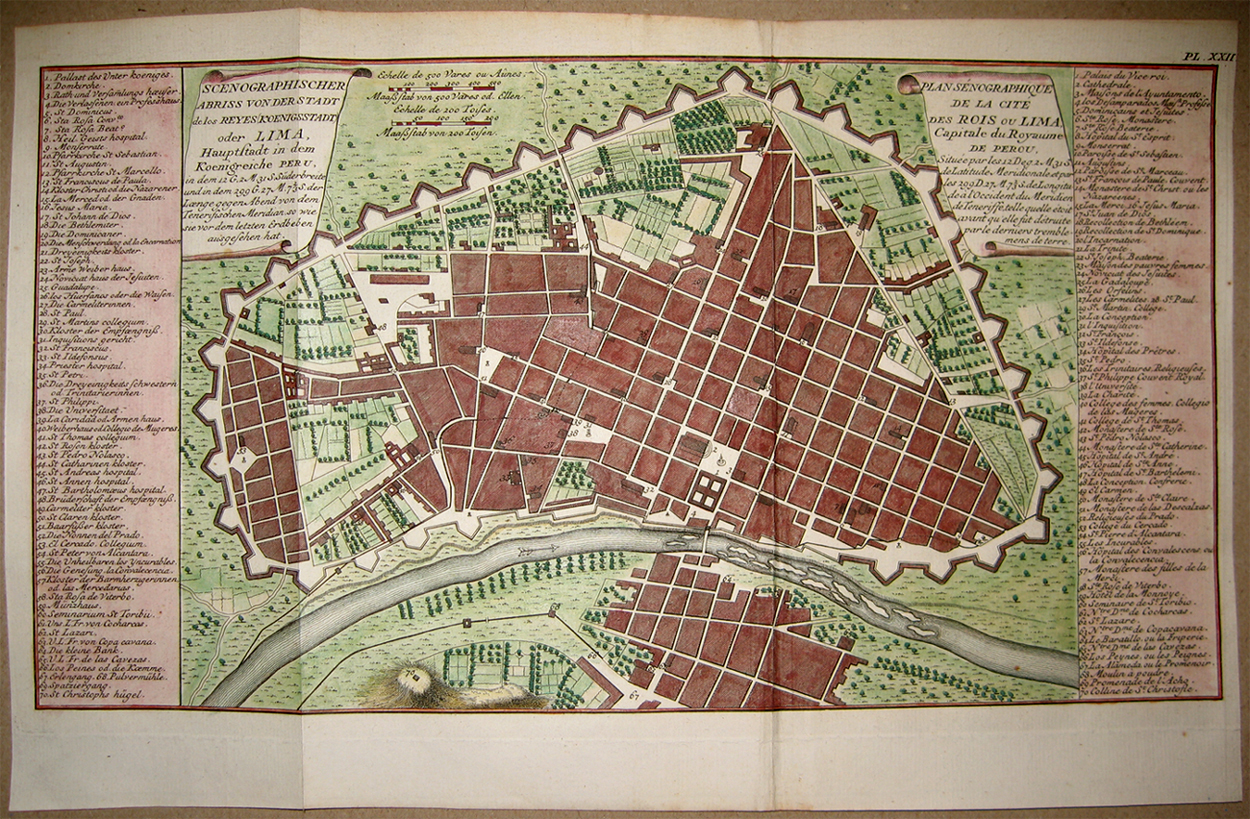
As muralhas de Lima em um plano do ano 1750

As muralhas de Lima foi uma fortificação constituída principalmente por muralhas e bastiões cuja finalidade foi defender a cidade de Lima de possíveis ataques do exterior. Foi construída entre 1684 e 1687 durante o governo do vice-rei Melchor de Navarra y Rocafull (Duque da Palata). 
A muralha esteve localizada no traçado das atuais avenidas Alfonso Ugarte, Passeio Colón, Grau e a margem esquerda do rio Rímac. O baluarte de Santa Lucía é um setor da muralha localizado nos limites de Barrios Altos e El Agustino que ainda permanece de pé.

## Historia
A antiga muralha foi construída ao redor da cidade para protegê-la de piratas, corsários e ataques dos inimigos da coroa espanhola no século XVII. A parede tinha 10 portais de entrada e saída: Martinete, Maravillas, Barbones, Cocharcas, Santa Catalina, Guadalupe, Juan Simón, San Jacinto, Callao e Monserrate. Além das muralhas defensivas, o talha-mar ficava às margens do rio Rímac, que servia para proteger a cidade das enchentes do referido rio, e de onde ainda se avistam alguns trechos. Para tal, foi recuperada parte da referida parede na zona posterior à Igreja de São Francisco, muito perto do Palácio do Governo, no qual foi criado um espaço público que recebeu o nome de Parque de la Muralla. Neste parque é possível ver vestígios das fundações, obra dos franciscanos em 1610. No referido parque foi colocada a estátua do conquistador Francisco Pizarro, que por muitos anos se localizou na agora "Plaza Perú", localizada ao lado do Palácio do Governo. Há um museu local que exibe as peças arqueológicas encontradas na área.
No âmbito dos programas de expansão urbana e construção de novas avenidas do século XIX, a muralha foi demolida em 1868 durante o governo do Presidente José Balta. Nunca serviu ao propósito para o qual foi construída, a ponto de o historiador Raúl Porras Barrenechea mencionar que “ela morreu virgem da pólvora”.